# Орбели, Мария Леоновна
Мари́я Лео́новна Орбе́ли (2 декабря 1916, Петроград — 9 августа 1949, Ленинград) — советский физик, кандидат физико-математических наук (1946); дочь Л. А. Орбели.

## Биография
Родилась 2 декабря 1916 г.
В 1938 г. окончила Ленинградский университет, после чего работала младшим научным сотрудником в Актинометрическом институте Главной геофизической обсерватории. В 1939—1949 гг. — научный сотрудник в Радиевом институте АН СССР. В 1942—1944 гг. в Казани, куда был эвакуирован институт (вернулась в Ленинград раньше остальных для подготовки к переезду).
Работала в группе В. Г. Хлопина, в лаборатории К. А. Петржака, после защиты диссертации перешла в лабораторию члена-корр. АН СССР Б. С. Джелепова.
Умерла 9 августа 1949 г. от лучевой болезни. Похоронена на Богословском кладбище (участок 33).

## Научная деятельность
Область научных исследований — ядерная физика, физика деления. Под руководством П. И. Лукирского совместно с К. А. Петржаком изучала процесс деления урана под действием нейтронов. Исследовала химическую природу радиоактивных осколков деления ядра тория.
Изобретатель (вместе с Б. С. Джелеповым) спектрометра «ритрон» (1948).